# Натриева лампа
Натриева лампа е газоразрядна лампа, която използва натрий във възбудено състояние, за произвеждане на светлина при характерна дължина на вълната около 589 nm.
Съществуват два вида такива лампи: с ниско и с високо налягане. Натриевите лампи с ниско налягане са високоефективни електрически източници на светлина, но тяхната жълта светлина ограничава употребата им на открито, като например при уличното осветление. Натриевите лампи с високо налягане произвеждат по-широк спектър светлина, отколкото тези с ниско налягане, но все още имат нисък индекс на цветопредаване в сравнение с други видове лампи. Натриевите лампи с ниско налягане предоставят само монохроматична жълта светлина и така възпрепятстват цветното виждане през нощта.

## Натриеви лампи с ниско налягане
Натриевите лампи с ниско налягане имат газоразрядна тръба от боросиликатно стъкло, съдържаща твърд натрий и малко количество неон и аргон в Пенингова смес за започване на разряда на газовете. Разрядната тръба може да е права или U-образна (подковообразна). Когато лампата е запалена, тя излъчва бледа червеникава/розова светлина, която затопля натрия. След няколко минути натрият се изпарява, а излъчването става ярко жълто. Тези лампи произвеждат практически монохроматична светлина със средна дължина на вълната от 589,3 nm (доминиращите спектрални линии са две, много близки една до друга – при 589 и 589,6 nm). Цветовете на обектите, осветени от тази тясна честотна лента са трудни за разпознаване.
Този вид лампи имат външна стъклена вакуумна обвивка около вътрешната разрядна тръба за топлинна изолация, което подобрява ефективността им. В ранните модели за изолация се е използвал разглобяем дюаров съд. Впоследствие той е заменен с постоянна вакуумна обвивка. По-нататък те са подобрени като стъклената обвивка се покрива със слой от индиево-калаен оксид, който отразява инфрачервените лъчи.
Тези лампи са сред най-ефективните електрически източници на светлина, произвеждайки над 100 и до 206 lm/W при дневни условия. Тази висока ефективност се дължи отчасти на факта, че излъчваната светлина е с дължина на вълната, близка до най-високата чувствителност (максимум на възприятие) на човешкото око. Те се използват основно за осветление на открито (като например улично осветление или охранително осветление), където правилното цветопредаване не е толкова важно. Скорошните изследвания сочат, че при сумрачни условия на пътя, бялата светлина може да дава по-добри резултати при по-ниско ниво на осветление.
Натриевите лампи с ниско налягане са сходни с флуоресцентните лампи по това, че те са източник на светлина с нисък интензитет и продълговата форма на лампата. Те нямат ярка дъга и излъчват по-меко сияние, което води до по-малко отблясъци. За разлика от лампите с висок интензитет, при пропадане на напрежението натриевите лампи с ниско налягане възвръщат пълната си яркост бързо. Предлагат се с номинална мощност от 10 W до 180 W. При лампи с по-голяма дължина, могат да се появят конструктивни и инженерни  проблеми.
Съвременните натриеви лампи с ниско налягане имат експлоатационен живот от около 18 000 часа и интензивността им на светене не спада с времето, макар да повишават консумацията си на енергия с около 10% към края на живота си. За съпоставка, живачните лампи стават все по-мъждиви към края на живота си, докато консумират същото количество енергия.
За места, където светлинното замърсяване е от значение, като например в близост до астрономически обсерватории, се предпочитат натриеви лампи с ниско налягане. Тези лампи излъчват само в две главни спектрални линии и следователно имат слабо спектрално въздействие върху астрономически наблюдения. Жълтият цвят на тези лампи води и до най-малко визуално сияние в небето, основно поради ефекта на Пуркине у човешкото зрение, адаптирано към тъмнината, при който окото е относително нечувствително към жълтата светлина, разпръсвана с ниска светимост в атмосферата. Един недостатък на мащабното обществено осветление е, че през облачни нощи градовете с достатъчно осветление се осветяват от светлина, отразена от облаците. В градовете където се използват натриеви лампи, нощното небе може да е оцветено в оранжево.

## Натриеви лампи с високо налягане
Натриевите лампи с високо налягане са широко използвани в промишленото осветление, особено в големите производствени цехове и често се използват за изкуствено осветление на растения. Съдържат живак. Имат широка употреба за осветление на открито, като например на шосета, паркинги и охранявани зони. Този вид лампи също са доста ефективни – около 100 лумена на ват при дневни условия. Някои лампи с голяма мощност (например 600 W) имат ефективност от около 150 лумена на ват.
Тъй като натриевата дъга под високо налягане е изключително химически реактивна, дъговата тръба обикновено се прави от прозрачен алуминиев оксид. Ксенон под ниско налягане се използва като „стартерен газ“ в натриевите лампи с високо налягане. Той има най-ниската топлопроводимост и най-ниският йонизационен потенциал от всички стабилни благородни газове. Като такъв, той не пречи на химичните реакции, протичащи в работещата лампа. Ниската топлопроводимост намалява топлинните загуби в лампата в работещо състояние, а ниският йонизационен потенциал карат пробивното напрежение на газа да е относително ниско в студено състояние, което позволява лампата да се запалва лесно.
През 1986 г. е въведена вариация на натриевата лампа с високо налягане, имаща още по-високо налягане, произвеждаща цветова температура от около 2700 K и индекс на цветопредаване от 85, което наподобява цвета на светлина от нажежаема жичка. Тези лампи често се използват на закрито, в кафенета и ресторанти за естетичен ефект. Обаче те имат по-висока цена, по-къс експлоатационен живот и по-ниска ефективност, така че не са конкурентоспособни със стандартните натриеви лампи с високо налягане.

## Експлоатационен живот
Към края на експлоатационния си живот, натриевите лампи проявяват феномен, познат като цикличност, причинен от загуба на натрий в дъгата. Натрият е високореактивен елемент и се губи в реагиране с алуминиевия оксид в дъговата тръба. Продуктите от реакцията са натриев оксид и алуминий:
6 Na + Al2O3 → 3 Na2O + 2 Al
В резултат на това, тези лампи могат да се запалват при относително ниско напрежение, но докато загряват, вътрешното налягане на газа в дъговата тръба се покачва и е нужно все по-високо напрежение, за да се поддържа електрическата дъга. Докато лампата остарява, поддържащото напрежение на дъгата накрая се покачва толкова, че надхвърля максималното напрежение на електрическия баласт. Когато лампата се нагрее до това ниво, дъгата се прекъсва и лампата спира да работи. Впоследствие лампата се охлажда, налягането на газа в дъговата тръба намалява и баластът позволява на дъгата да се запали отново. Резултатът е, че лампата свети за известно време, след което се изключва, обикновено започвайки със синкавобяла светлина и преминавайки към червенооранжево, преди да изгасне отново. Натриевите лампи с ниско налягане нямат цикличност – при тях лампата просто няма да се включи или ще поддържа тъмното червено сияние от началната фаза.